# Roy Hawkins
Roy Hawkins (1904-1974) est un pianiste américain de West Coast blues.

## Biographie
Roy Hawkins se produisit dans des clubs durant les années 1940 et fut découvert à Oakland par le producteur Bob Geddins. Il commença sa carrière discographique en 1948 et enregistra pour les labels Cavalone, Downtown, Modern Records et RPM. Il écrivit plusieurs chansons qui rencontrèrent le succès au début des années 1950, dont Why Do Everything Happen to Me et The Thrill Is Gone, qui atteignit le Top 10 du hit-parade Rhythm and blues en 1951. Son bras droit fut paralysé dans un accident de voiture, ce qui mit fin à sa carrière de musicien. Ses compositions furent interprétées par de nombreux artistes, notamment Why Do Everything Happen to Me (reprise par James Brown), The Thrill Is Gone (reprise par B. B. King en 1969) et Bad Luck Is Falling (interprétée par Ray Charles). Le nom de Roy Hawkins reste néanmoins assez obscur et la paternité des morceaux The Thrill Is Gone et Why Do Everything Happen to Me est contestée,,.

## Discographie partielle

### Compilations
- The Thrill Is Gone: The Legendary Modern Recordings, Pony Canyon Japan, 2000
- Bad Luck Is Falling: The Modern, RPM and Kent Recordings, Vol. 2, Ace Records, 2006